# Ismael Torres
Ismael Torres (Adra, Almería, 6 de agosto de 1979) es un exjugador de baloncesto español retirado en el verano de 2024 tras militar en el CB Benahavis Costa del Sol, de la Liga EBA.
Con 2,01 m de altura, fue un pívot ambidiestro muy experimentado en la categoría de plata del baloncesto español (Liga LEB), en el que militó 8 temporadas, además de jugar un año en la ACB. #6ismatorres

## Trayectoria
Comenzó su carrera deportiva con 19 años en el Unicaja Málaga durante la temporada 1996-1999, con el que llegó a jugar en la Liga EBA. 
Dio el salto a la Liga LEB junto al Menorca Bàsquet, equipo con el que jugó una gran temporada, lo cual le llevó a defender la camiseta de la selección nacional B de baloncesto en los XIV Juegos Mediterráneos de Túnez, en 2001, en los que se consiguió la medalla de oro.
Este éxito le valió el salto a la Liga ACB de manos del Cáceres C.B., en una campaña en la que sin embargo no brilló. Esto provocó que volviera a la Liga LEB en busca de mayor protagonismo y más minutos, pasando, con distintos resultados, por equipos como el Tenerife Baloncesto, Bilbao Basket, CB Los Barrios,  CB Aguas de Calpe ;Drac Inca, C.B Huelva, Farho Gijón, UB La Palma, entre otros. 
En la temporada 2004-2005, defendiendo los colores de CB Aguas de Calpe sufrió la lesión de rodilla, rotura de menisco, por lo cual perdió parte del final de temporada. Al año siguiente en Ciudad de Huelva, volvió a sufrir otra lesión igual, rotura de menisco que le supuso estar apartado largo tiempo de las canchas. Una vez recuperado fichó por el Farho Gijón Baloncesto primero, donde cuajó una temporada excelente personalmente y posteriormente por el UB La Palma en LEB y LEB Oro respectivamente. 
En 2008 ficha por el Promobys Valle de la Almanzora de LEB Bronce, club con el que llega a disputar la fase de ascenso a la LEB Plata.
La temporada 2009/10 juega en la liga EBA enrolado en las filas del DKV Jerez, club con el que firma unas medias de 14,5 puntos y 7,9 rebotes por partido. En el verano de 2010 se confirma su fichaje por el Básquet Mallorca de LEB Plata. donde consigue el ascenso a LEB ORO y MVP de la final.
En 2011 consigue de nuevo otro ascenso a LEB ORO esta vez con B.C. Andorra y un subcampeón de la copa LEB Plata.
Los años siguientes se marcha al extranjero , a Chile con Boston College donde logra un subcampeonato y poner un récord anotador en una final. En la misma temporada juega en Uruguay en Allavena, quedando a las puertas deplay off por título y en Guinea Ecuatorial donde queda campeón con Malabo Kings ,tanto en liga como en copa siendo uno de los grandes partícipes del título.
El verano de 2013 firma por Ancud, en Chile y al término de temporada continúa en Portugal con V.C. Guimaraes, quedando subcampeón de Copa y de Liga.
Sus últimos años participó en Chile, con de Las Animas de Valdivia y  en Portugal con Gallitos Barreiro.
Ahora mismo se encuentra defendiendo los colores de C.B.Benahavís.

## Palmarés
A sumar a sus 8 temporadas en la liga LEB y una temporada en la ACB, hay 2 Subcampeonatos de la  Copa del  Príncipe de la LEB, y haber sido elegido MVP de la liga LEB Oro cuando militaba con el Menorca Bàsquet, MVP de la liga EBA grupo D 2009/2010, MVP de las finales de 2010/2011 militando en Mallorca Basket, un subcampeonato de Copa Leb Plata y Leb Bronce, MVP All Star de LEB ORO, subcampeonato copa Portugal y de liga, Campeón Liga Guinea y de copa, subcampeón liga de Chile, 3 ascensos a LEB Oro con Bilbao Básquet, Menorca Basket y B.C Andorra.